# Podturn pri Dolenjskih Toplicah
Podturn pri Dolenjskih Toplicah je naselje u slovenskoj Općini Dolenjskim Topllicama. Podturn pri Dolenjskih Toplicah se nalazi u pokrajini Dolenjskoj i statističkoj regiji Jugoistočnoj Sloveniji. 

## Stanovništvo
Prema popisu stanovništva iz 2002. godine naselje je imalo 345 stanovnika.